# Licnoptera euraphota
Licnoptera euraphota là một loài bướm đêm thuộc phân họ Arctiinae, họ Erebidae.